# Iglesia de la Vera Cruz (Salamanca)
La iglesia de la Vera Cruz, sita en la ciudad de Salamanca, es un templo barroco sede de la Ilustre Cofradía de la Santa Cruz del Redentor y de la Purísima Concepción, su Madre. la más antigua de las cofradías penitenciales de la ciudad. Es referida indistintamente como Iglesia, Ermita y más comúnmente, Capilla. 
Esta iglesia fue mandada construir por su cofradía titular y data de mediados del siglo XVI según un proyecto de Rodrigo Gil de Hontañón aunque reformada en estilo barroco (1714) por Joaquín Churriguera. De la primera época renacentista solo queda la fachada y la hornacina con imagen de la Inmaculada, obra de Sebastián Dávila.
Tiene planta rectangular, presentando una sola nave dividida en tres tramos cubiertos con bóveda de cañón. Un cuarto tramo corresponde al crucero, cubierto con cúpula ciega sobre pechinas. Tanto las bóvedas como las pilastras que las soportan y las hornacinas que se abren en los muros están cubiertas por una exuberante decoración barroca realizada en yesería. Destaca el retablo mayor, obra de Joaquín Churriguera con imagen de la Inmaculada Concepción de Gregorio Fernández. A los pies hay un coro sobre arco escarzano.
Otras obras destacadas son el Lignum Crucis (siglo XVII) de Pedro Benítez, la talla barroca de Nuestra Señora de los Dolores de Felipe del Corral y un Cristo Resucitado (siglo XVIII) de Alejandro Carnicero.
En 1718, se acondicionó la sala de Insignias como capilla de los Dolores. A dicha capilla se accede desde una puerta de rejería abierta en el lado del Evangelio de la capilla principal, a la altura del crucero. La capilla de los Dolores tiene planta rectangular, rematada la cabecera por el camarín de la Dolorosa, añadido en la reforma de 1718. Se cubre con techumbre plana, decorada también con yeserías barrocas. La actual decoración obedece a la labor de las Escuelas Salesianas de Sarriá en la tercera década del siglo XX, subvencionada por la camarera de la imagen Gonzala Santana.
Anexa a la capilla de los Dolores se encuentra el salón de Pasos, parte de la antigua sacristía, parcialmente cubierto con bóvedas de yesería que desde 2023 alberga una sala con columbarios. Con puerta a la calle de Abajo se halla la antigua casa del capellán de la cofradía y propiedad de la misma.
El edificio fue declarado BIC con categoría de Monumento el 25 de marzo de 1983, publicándose dicha declaración en el BOE el 27 de mayo del mismo año.